# Oasis (Utah)
Oasis – jednostka osadnicza w Stanach Zjednoczonych, w stanie Utah, w hrabstwie Millard.